# Merlin Holland
Pour les articles homonymes, voir Holland.
Merlin Holland est un journaliste britannique né à Londres en 1945, l'unique petit-fils d'Oscar Wilde. Il est le fils de Vyvyan Holland, fils cadet de l'écrivain. Il est l'arrière-arrière-petit-fils de John Horatio Lloyd. Avec sa compagne, Emma, il vit en Bourgogne.

## Biographie
Après le procès qui se termina par la condamnation d'Oscar Wilde à deux ans de travaux forcés pour homosexualité, son épouse Constance se vit obligée de changer son nom pour celui de « Holland » après qu'un hôtelier suisse lui eut montré la porte, à elle et à ses deux enfants, Cyril et Vyvyan. En 2000 Merlin Holland, son petit-fils, envisagea de reprendre le nom de Wilde, mais il voulut d'abord publier ses deux livres, pour qu'on ne lui reprochât pas d'avoir voulu tirer un avantage d'un nom célèbre. Au bout du compte il ne le fit pas. « Le fait que je doive porter un autre nom, disait-il, restera un reproche éternel à l'hypocrisie victorienne. »[Où ?]
Dans les années 1950 et 1960, Oscar Wilde était un sujet dont on ne parlait pas dans sa famille. « Imaginez-vous, disait-il, que mon père, ma mère et moi n'avions aucun souvenir commun à son sujet. En outre il me semble que les Français ou les Allemands considéraient Wilde d'abord comme un artiste. Les Anglais de l'époque le voyaient d'abord comme un homosexuel et un criminel. »
À l'âge de cinq ans, à l'école, sans y voir le moindre mal, le jeune Merlin passa le bras autour du cou de son voisin de table, qui était son meilleur ami. L'institutrice les sépara, ce que Merlin Holland interpréta par la suite comme un comportement britannique typique lié à l'homosexualité de son grand-père. À ce sujet, il reproche à ses compatriotes cette idée largement répandue que l'homosexualité fût héréditaire.
Après des études de langues à l'université d'Oxford, il travailla dans l'industrie du papier puis dans le commerce de la céramique.
À l'âge de 47 ans il se consacra à l'écriture et publia quelques livres biographiques sur son grand-père, parmi lesquels des albums de documents photographiques et Oscar Wilde im Kreuzverhör : die erste vollständige Niederschrift des Queensberry-Prozesses, qui, depuis 2004, passe à la radio dans une adaptation théâtrale de Norbert Schaeffer. Il fut également le coéditeur des Complete Letters of Oscar Wilde.
Son fils unique, Lucian, né en 1979, le seul arrière-petit-enfant d'Oscar Wilde, a fait ses études à Magdalen College, où Wilde avait été élève. Il vit à Oxford, et ses études de lettres classiques ne l'ont pas empêché de devenir programmeur en informatique. Avec son père, il a assisté à l'inauguration d'une statue à la mémoire de leur illustre aïeul.
En 2000, Merlin Holland présida en compagnie de Lady Alice Douglas, arrière-petite-nièce de Lord Alfred Douglas, la cérémonie du centenaire de la mort de Wilde, qui eut lieu à l'abbaye de Westminster. Au cours de cette cérémonie, Sir John Gielgud lut un extrait du De Profundis de Wilde.

## Œuvres
- (fr) Album Wilde (avec Jean Gattégno), Pléiade, Gallimard, 1996
- (fr) L'Album Wilde, Anatolia/Le Rocher, 2000
- (fr) Le Procès d'Oscar Wilde, comptes rendus d'audience réunis et préfacés par Merlin Holland, Stock, 2005
- (en) Oscar Wilde : A Life in Letters, 2006
- (en) Coffee with Oscar Wilde, 2007
- (de) Oscar Wilde im Kreuzverhör. Adaptation et Régie: Norbert Schaeffer. Prod.: NDR/SWR, 2004. (Pièce de théâtre radiodiffusée ; édition en livre audio chez Random House Audio,  (ISBN 3-89830-930-4))
- Holland, Vyvyan: Fils d'Oscar Wilde. Édition revue. Merlin Holland, Ed. London, Carroll & Graf, 1999

## Source
- (de) Cet article est partiellement ou en totalité issu de l’article de Wikipédia en allemand intitulé « Merlin Holland » (voir la liste des auteurs).